# Улгий
Улгий (монг. Өлгий — «колиска», каз. Өлгей) — місто в Монголії, адміністративний центр аймаку Баян-Улгий.

## Географія
Місто Улгий розташовано на крайньому заході Монголії за 1636 км від Улан-Батора. Від Улгия до кордону з Росією — 98 км ґрунтовою дорогою, до кордону з Китаєм — 130 км. Місто розташовано в Урочищі Улгийн-Тал, з обох сторін від річки Кобдо-Гол (Ховд), переважно на її південному березі. Зі всіх сторін оточений горами Монгольського Алтаю висотою до 3000 метрів: Урд-Бухен-Ула (2790 м), Ар-Бухен-Ула (2625 м.) Ямат-Ула (2408 м), Овгор (2384 м) та інші.

### Клімат
Місто знаходиться у зоні, котра характеризується кліматом тропічних степів. Найтепліший місяць — липень із середньою температурою 16.7 °C (62 °F). Найхолодніший місяць — січень, із середньою температурою -20 °С (-4 °F).
| Клімат Улгия            | Клімат Улгия | Клімат Улгия | Клімат Улгия | Клімат Улгия | Клімат Улгия | Клімат Улгия | Клімат Улгия | Клімат Улгия | Клімат Улгия | Клімат Улгия | Клімат Улгия | Клімат Улгия | Клімат Улгия |
| Показник                | Січ.         | Лют.         | Бер.         | Квіт.        | Трав.        | Черв.        | Лип.         | Серп.        | Вер.         | Жовт.        | Лист.        | Груд.        | Рік          |
| Абсолютний максимум, °C | −2           | 1            | 15           | 20           | 27           | 31           | 30           | 31           | 26           | 20           | 8            | 1            | 31           |
| Середній максимум, °C   | −13          | −6           | 2            | 8            | 15           | 20           | 22           | 21           | 16           | 7            | −3           | −9           | 6            |
| Середня температура, °C | −19          | −14          | −5           | 1            | 8            | 13           | 16           | 15           | 9            | 1            | −7           | −14          | 3            |
| Середній мінімум, °C    | −26          | −22          | −12          | −6           | 1            | 7            | 10           | 9            | 2            | −5           | −12          | −20          | −6           |
| Абсолютний мінімум, °C  | −40          | −36          | −23          | −23          | −13          | −13          | 6            | −2           | −7           | −25          | −27          | −38          | −40          |
| Норма опадів, мм        | 20           | 0            | 0            | 0            | 10           | 30           | 10           | 20           | 0            | 0            | 0            | 0            | 120          |
| Днів з дощем            | 3            | 0            | 0            | 0            | 2            | 1            | 2            | 2            | 0            | 1            | 0            | 0            | 13           |
| Вологість повітря, %    | 61           | 61           | 49           | 42           | 40           | 47           | 49           | 48           | 49           | 49           | 53           | 55           | 50           |
| ----------------------- | ------------ | ------------ | ------------ | ------------ | ------------ | ------------ | ------------ | ------------ | ------------ | ------------ | ------------ | ------------ | ------------ |
| Джерело: Weatherbase    |              |              |              |              |              |              |              |              |              |              |              |              |              |

## Населення
Населення міста поступово збільшується у 2005 році 27 568 людей, у 2008 році — 28 964. Більша частина мешканців — казахи. На початку 90-х років понад 9000 казахів залишили місто, однак у зв'язку з необлаштованістю на історичній батьківщині більшість повернулась назад.

## Соціальна сфера
В Улгиї працює драматичний театр, музей, школа, лікарні, філія Університету Оскемен, турецький коледж.

## Економіка
У місті працюють підприємства харчової промисловості, розвинута сфера обслуговування.

## Транспорт
У 3 км на північний захід від Улгий знаходиться аеропорт (ULG/ZMUL), звідки здійснюються рейси до Улан-Батора та Казахстаном. Має статус міжнародного аеропорту. Ґрунтова злітна смуга має довжину 2,5 кілометра.

## Пам'ятки
- Аймачний музей у якому є експозиція з історії, природи, побуту Баян-Улгийського аймаку. Триповерхова будівля музею розташована в центральній частині міста.
- Центральний стадіон
- Мечеть
- Радіомачта міста Улгий входить у перелік найвищих споруд у світі де займає 57-60 місце, її висота складає 353,5 метри.
- Пам'ятник В. І. Леніну
- Пам'ятник К. К. Байкалову (Некунде) — радянський воєначальник, учасник Громадянської війни та бойових дій у Монголії 1921 року.[4]